# Delete (SQL)
구조화 질의어(SQL)에서, DELETE 문은 테이블 또는 뷰에서 한개 이상의 행을 삭제한다. 하위 집합은 삭제에 대한 조건을 정의할 수 있으며, 정의하지 않으면 모든 행이 삭제된다.

## 사용법
DELETE 문은 다음 구문을 따른다
DELETE FROM 테이블_또는_뷰_이름 [WHERE 조건]
WHERE 조건에 맞는 모든 행은 테이블에서 삭제된다. WHERE 절을 생략하면, 모든 행을 삭제한다.DELETE문은 어떤 행이라도 리턴하지 않으며, 결과 집합을 발생시키지도 않는다.
DELETE 문을 실행하는 것은 다른 테이블을 삭제하게끔 실행하는 트리거가 발생할 수 있다. 예를 들면, 두 테이블이 외래 키로 연결되어 있고 행이 참조된 테이블에서 삭제된다면, 참조 무결성이 유지되도록 참조하고 있는 테이블에도 공통적으로 삭제된다. 

## 예제
- pies 테이블에서 flavor 열과 Lemon Meringue 열에서 행이 같으면 삭제한다:

```
DELETE
 
FROM
 
pies
 
WHERE
 
flavor
=
'Lemon Meringue'
;

```

- trees 테이블에서, height 값이 80보다 작으면 행을 삭제한다:

```
DELETE
 
FROM
 
trees
 
WHERE
 
height
 
<
 
80
;

```

- mytable에서 모든 행을 삭제한다:

```
DELETE
 
FROM
 
mytable
;

```

- mytable에서 where 조건에 서브쿼리를 사용해 행을 삭제한다:

```
DELETE
 
FROM
 
mytable
 
WHERE
 
id
 
IN
 
(
SELECT
 
id
 
FROM
 
mytable2
)

```

- mytable에서 값 목록을 사용하여 행을 삭제한다:

```
DELETE
 
FROM
 
mytable
 
WHERE
 
id
 
IN
 
(
value1
,
 
value2
,
 
value3
,
 
value4
,
 
value5
)

```